# ديسقوريا مغذية
الديسقوريا المغذية أو اليام الأصغر (الاسم العلمي:Dioscorea esculenta) هي نوع من النباتات تتبع جنس الديسقوريا من الفصيلة الديسقورية.